# NGC 6457
NGC 6457 је елиптична галаксија у сазвежђу Змај која се налази на NGC листи објеката дубоког неба.
Деклинација објекта је + 66° 28' 34" а ректасцензија 17h 42m 52,7s. Привидна величина (магнитуда) објекта NGC 6457 износи 14,3 а фотографска магнитуда 15,3. NGC 6457 је још познат и под ознакама UGC 10964, MCG 11-21-21, CGCG 321-35, CGCG 322-5, PGC 60738.